# Seefelder Mühle

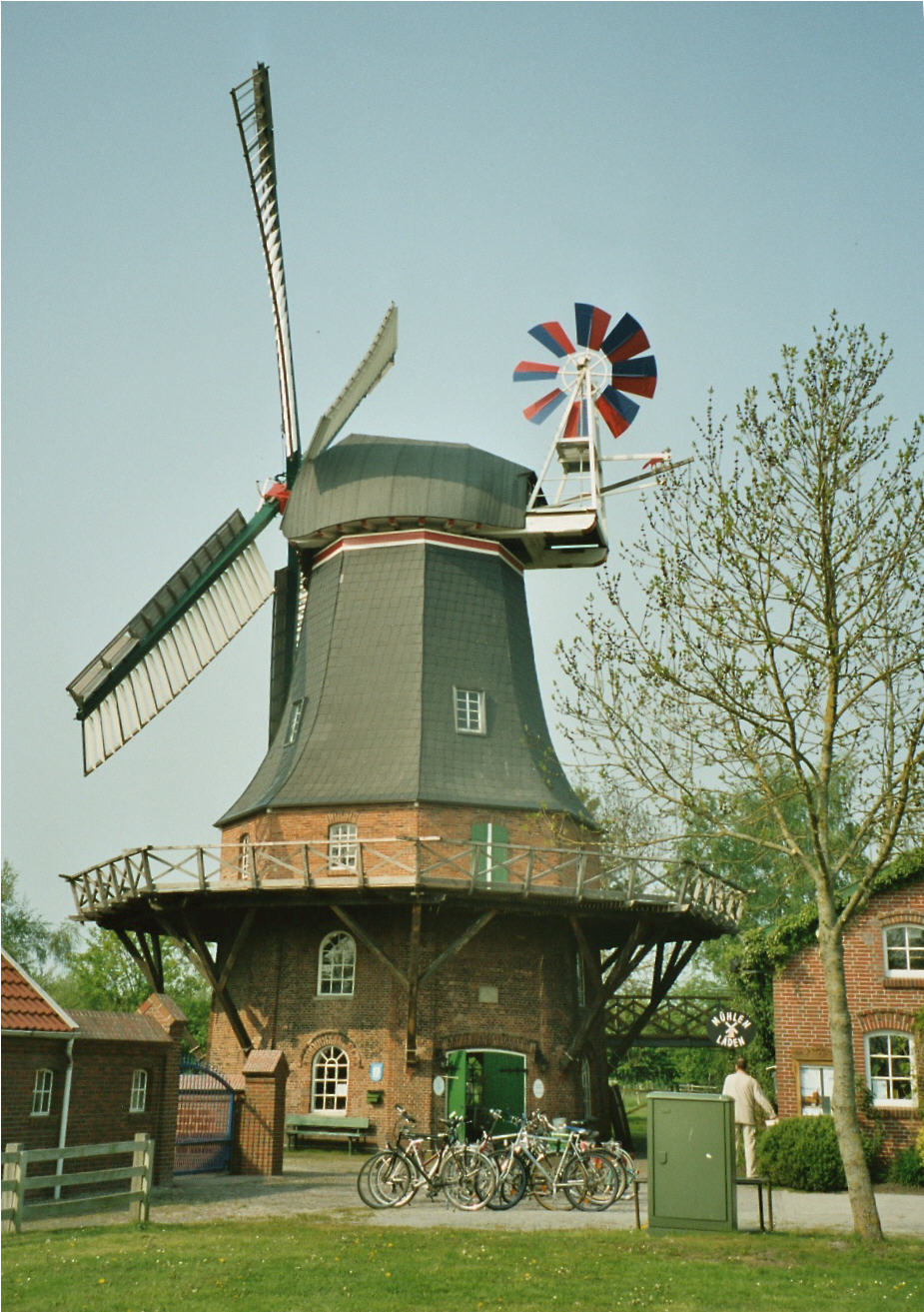
Seefelder Mühle

Die Seefelder Mühle ist eine Galerieholländerwindmühle und das Wahrzeichen von Seefeld, einem Ortsteil der Gemeinde Stadland im niedersächsischen Landkreis Wesermarsch. Sie ist ein technisches Denkmal.

## Geschichte
Die Seefelder Mühle wurde vom Müllermeister Johann Heinrich Höpken gekauft und betrieben. Höpken hatte bereits 1868 die Erdholländermühle in Schweierfeld erworben. Als 1873 in Schwei eine neue konkurrierende Mühle errichtet wurde, suchte der Müller einen besseren Standort für seine Arbeit. Seefeld war attraktiv und außerdem gerade durch die Eindeichung des Augustgrodens um circa 490 ha vergrößert worden. Höpken plante zunächst, seine Mühle aus Schweierfeld nach Seefeld zu verlegen, jedoch ergab sich die Möglichkeit, eine fast neue Mühle aus Oldenburg zu erwerben. Der Oldenburger Müller Hemmen hatte dort 1864 eine neue Windmühle bauen lassen und wollte nun seine alte verkaufen. Im Jahr 1874 wurde die Windmühle am Stau in Oldenburg abgebaut. Die Bauarbeiten in Seefeld begannen am 1. März 1875. Laut Kaufvertrag musste die Mühle bis zum 1. Mai 1876 aufgebaut sein, die Arbeiten waren vermutlich aber schon 1875 abgeschlossen.
Die Seefelder Mühle ist neben der Moorseer Mühle die letzte von ehemals etwa 120 Mühlen im Landkreis Wesermarsch. Bis 1968 wurde die Mühle kommerziell genutzt. Nach dem Zweiten Weltkrieg verfiel sie. Ab 1978 wurde sie jedoch von Privatpersonen aufwendig saniert und später mit öffentlichen Mitteln restauriert. Sie befindet sich mittlerweile im Gemeindebesitz und ist inzwischen ein bekanntes Kultur- und Veranstaltungszentrum. Die Mühle bildet eine Station der Friesischen Mühlenstraße und der Niedersächsischen Mühlenstraße.